# Pavel Komarov
Pavel Komarov (in ucraino: Павел Комаров; Reutov, 3 marzo 1913 – 3 marzo 1972) è stato un calciatore sovietico, di ruolo attaccante.
È noto per aver giocato la cosiddetta “Partita della Morte” durante l’occupazione della Germania nazista in Ucraina con indosso la maglia dello Start FC.